# Белгаза (Аткарский район)

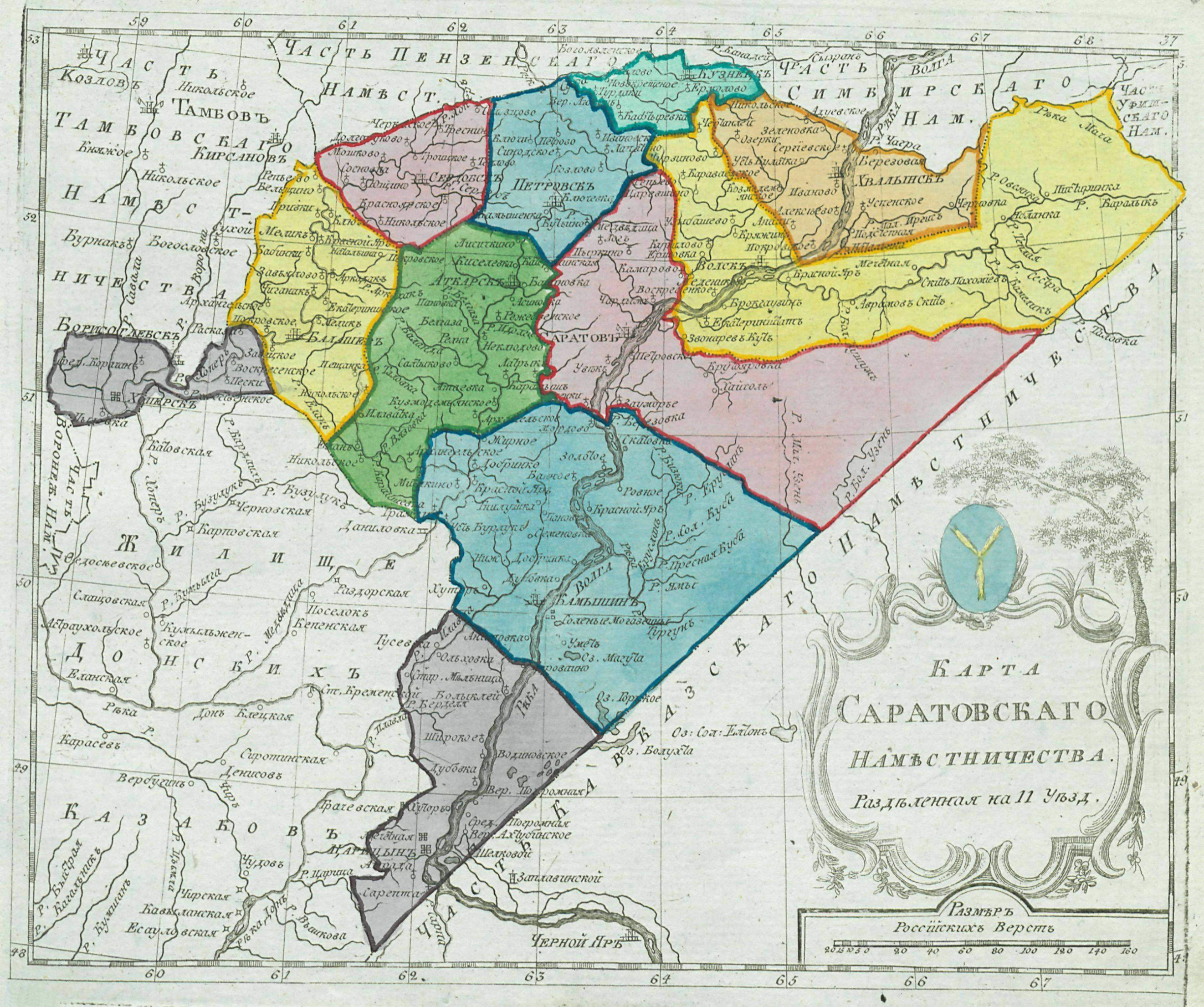
Белгаза (река и село) в Аткарском уезде (зелёный цвет), на карте Саратовского наместничества, в 1792 году.

Белгаза — село в Аткарском районе Саратовской области России. 
Село входит в состав Кочетовского муниципального образования.

## История
В «Списке населённых мест Саратовской губернии по данным 1859 года» населённый пункт упомянут как владельческое село Архангельское (Белгаза-Ружейникова) Аткарского уезда (1-го стана) при речке Белгазе, расположенное в 30 верстах от уездного города Аткарска. В селе имелось 64 двора и проживал 471 житель (226 мужчина и 245 женщин). Имелась православная церковь.
Согласно «Списку населённых мест Аткарского уезда» издания 1914 года (по сведениям за 1911 год) имелось два села, содержавшие в своём названии топоним Белгаза: Белгаза 1-я и Белгаза 2-я. Оба населённых пункта относились к Лопуховской волости. В Первой Белгазе имелось 49 дворов и проживало 358 человек. Функционировала церковная школа. Во Второй Белгазе насчитывалось 50 дворов и 238 жителей. Имелась церковь. В национальном составе населения обоих сёл преобладали великороссы.

## География
Село находится в южной части района, в пределах Приволжской возвышенности, на правом берегу реки Белгаза, на расстоянии примерно 24 километров (по прямой) к юго-западу от города Аткарск. Абсолютная высота — 143 метра над уровнем моря.
Часовой пояс
Село Белгаза, как и вся Саратовская область, находится в часовой зоне МСК+1. Смещение применяемого времени относительно UTC составляет +4:00.

## Население
| 2002 | 2010 |
| ---- | ---- |
| 519  | ↘494 |

Гендерный состав
По данным Всероссийской переписи населения 2010 года в гендерной структуре населения мужчины составляли 49 %, женщины — соответственно 51 %.
Национальный состав
Согласно результатам переписи 2002 года, в национальной структуре населения русские составляли 82 % из 519 человек

## Инфраструктура
В селе функционируют средняя общеобразовательная школа (филиал Кочетовской СОШ), фельдшерско-акушерский пункт, дом культуры и библиотека.

## Улицы
Уличная сеть села состоит из четырёх улиц и одного проезда.